# André Bernard (entrepreneur)
Pour les articles homonymes, voir Bernard et André Bernard.
André Bernard est un ingénieur et entrepreneur français né à Maisons-Alfort le 15 mars 1892 et mort au Bourg-d'Oisans le 22 décembre 1928.

## Biographie
André Bernard a fait ses études à l'École des arts et métiers de Lille à partir de 1907. Il est embauché en 1913 à Fontpédrouse comme ingénieur dans l'entreprise familiale de François Thévenot (Castres, 13 juin 1877 - Momères, 15 mars 1944), qu'il avait reprise en 1899 et transformée en Société des grandes entreprises méridionales,. Il a dirigé les travaux que cette entreprise réalise en sous-traitance de la Compagnie des chemins de fer du Midi.
Pendant la Première Guerre mondiale, André Bernard se trouve d'abord à Neufchâteau, puis nommé brigadier, il est attaché à l'usine d'explosifs Thévenot Fils, fondée en 1915 par François Thévenot, située au lieu-dit Croix d'Huins, Marcheprime.
Il se marie le 17 octobre 1918 avec Paule Leuilleux dont il a eu cinq enfants.
Après la fin de la guerre, il revient dans l'entreprise Thévenot, d'abord dans les Pyrénées, puis à Colombelles où il travaille sur la réalisation d'un chemin de fer minier pour la Société normande de métallurgie.
Edme Campenon avait rencontré François Thévenot dès 1910 et a travaillé pour lui pendant une dizaine d'années. Bien que travaillant dans la même entreprise, Edme Campenon ne rencontre André Bernard qu'en 1920. En janvier 1920, ils déposent à Albi les statuts de leur entreprise Campenon et Bernard. Dans cette association, Edme Campenon est un entrepreneur doué pour les négociations ayant le sens des affaires, André Bernard est le technicien efficace sachant gérer les grands chantiers.
En 1921, l'entreprise Campenon-Bernard et Cie s'installe à Paris, dans le 8e arrondissement, et change de statut. Edme Campenon et André Bernard possèdent les deux tiers du capital de l'entreprise, leurs amis le reste. Jusqu'en 1925, l'entreprise travaille en sous-traitance de la Société de construction des Batignolles. Elle reconstruit 18 villages dans la Marne et la Meuse, des immeubles dans l'Aisne et la Somme.
La nature du marché change alors avec des appels d'offres pour la construction de barrages et centrales hydrauliques. Son premier grand chantier hydraulique, la centrale de la Bourelle sur le Tarn, à Gaillac, à l'amont du château de Pouille, est réalisé entre 1920 et 1922. Entre 1922 et 1924, l'entreprise construit le pont de Rabastens sur le Tarn. Campenon-Bernard va s'orienter vers les ouvrages d'art. De 1926 à 1929, les aménagements hydrauliques représentent les quatre cinquièmes de son chiffre d'affaires. De 1926 à 1930, Campenon-Bernard construit le barrage-poids en béton du Saillant, sur la Vézère, à Voutezac.
En 1927, Edme Campenon et André Bernard décident de soumissionner pour la construction du barrage du Chambon sur la Romanche. Ils emportent le marché d'un montant de 30 millions de francs. C'est le premier grand barrage-réservoir français permettant de contrôler les crues de la Romanche et répondre aux pointes de la consommation d'électricité. Il a une hauteur maximale de 137 mètres et 294 mètres de longueur. En 1928, Campenon-Bernard et Cie s'est transformé en société anonyme. André Bernard dirige le chantier. L'entreprise va rencontrer des difficultés pour la réalisation des fondations après la découverte de marmites glaciaires. Il a fallu creuser à 45 mètres de profondeur pour assurer la fondation du barrage.
André Bernard est emporté par une embolie en décembre 1928. Malgré les difficultés financières, Edme Campenon refuse de demander la résiliation du marché et engage un contentieux permettant la réévaluation du budget à 90 millions de francs. Marcel Cuinier, ingénieur des Arts et Métiers, a remplacé André Bernard pour la direction des travaux du barrage du Chambon qui est terminé en 1935, avec un coût final de 100 millions de francs.